# 斯托寧頓 (康乃狄克州)
斯托寧頓（英語：Stonington）是一個位於美國康乃狄克州新倫敦縣的城鎮。

## 地理
斯托寧頓的座標為41°21′54″N 71°54′24″W / 41.36500°N 71.90667°W，而該地的平均海拔高度為23米（即75英尺）。

## 人口
根據2010年美國人口普查的數據，斯托寧頓的面積為129.50平方千米，當中陸地面積為100.20平方千米，而水域面積為29.30平方千米。當地共有人口18545人，而人口密度為每平方千米143.2人。